# داني شيريدان
داني شيريدان (بالإنجليزية: Danny Sheridan)‏ هو كاتب أغاني وموسيقي أمريكي، ولد في 11 أكتوبر 1950، وتوفي في 24 مايو 2016.

## روابط خارجية
- داني شيريدان على موقع IMDb (الإنجليزية)